# Zobnik (strojništvo)
Zobnik je strojni element v obliki nazobčanega kolesa, ki prenaša navor drugemu zobniku ali nazobčanemu elementu z ene gredi na drugo. Zobje ob obodu so oblikovani tako, da se zmanjšajo obraba, vibracije ali hrup, in poveča učinkovitost prenosa moči.
Zobniki različnih velikosti se velikokrat uporabljajo v parih za mehansko izrabo, kjer navor pogonskega zobnika poveča navor gnanemu zobniku pri nižji hitrosti, ali ga zmanjša pri večji hitrosti. To je načelo prenosa v avtomobilih, ki dopušča izbiro med različnimi prestavnimi razmerji.
Valjasti zobniki z ravnimi robovi so najenostavnejši zobniki. Sestavljeni so iz valja, ter t. i. zob, ki so vedno vzporedni z osjo vrtenja zobnika. Združeni so lahko samo, če so njihove osi vrtenja vzporedne in se zobniki med seboj dotikajo, združeni pa so lahko tudi z nekaterimi drugimi vrstami zobnikov. Njihova slabost je, da proizvajajo veliko hrupa.								Valjasti zobniki s poševnimi zobmi so izbrani pogostejše kot tisti z ravnimi zobmi, ker sta lahko osi vzporedni ali se križata pod kotom 90°. Boljši so tudi zato, ker lahko prenesejo večji pritisk na njih, kot enako veliki valjasti zobniki z ravnimi zobmi, ter niso tako hrupni. Zobje niso paralelni z osjo rotacije, ampak so postavljeni pod kotom. 				 						Valjasti zobniki z ukrivljenimi zobmi so podobni tistim s poševnimi zobmi. Njuni funkciji sta enaki, le da imajo ti ukrivljene zobe.					Tudi stožčastih zobnikov je več vrst: s poševnimi, ravnimi zobmi ter vijugastimi zobmi, kar je enako hipoidnem gonilu. Slabo je to, da morajo biti naravnani zelo natančno. To pa dosežejo s kompleksnimi izračuni in spretnimi stroji.	 											Stožčasti zobniki z ravnimi zobmi so najenostavnejši stožčasti zobniki. Sestavljeni so iz pravilnega stožca in zob, ki bi se, če bi jih podaljšali, sekali na osi rotacije. Podobni so valjastim zobnikom, le da so stožčasti, med sabo pa so lahko postavljeni pod različnimi koti, navadno 90°. Združeni so lahko samo z istim tipom zobnikov.											Stožčasti zobniki s poševnimi zobmi imajo enake funkcije kot tisti z ravnimi zobmi, le da ti zob nimajo ravnih, temveč so ti postavljeni pod kotom.													Stožčasti zobniki z ukrivljenimi zobmi/hipoidna gonila so po zgradbi podobna stožčastim zobnikom, razlika je le, da so pri hipoidnih gonilih zobje vijugasti in se osi rotacije ne sekata, uporabljajo pa se lahko samo, če sta osi pod kotom 90° in se ne sekata. Njihovi zobje so ukrivljeni.				Polžasti zobniki so zobniki v obliki vijakov. Sestavljeni so iz cilindra/valja ter navoja. Gonilni del polžastega gonila je vedno polž, osi vrtenja zobnikov v polžastem gonilu pa sta navadno pravokotni, odvisno od zobnika, ki ga polž poganja. Najpogosteje se uporabljajo tam, kjer je treba zmanjšati hitrost. Obstajajo tudi posebni zobniki, narejeni samo za uporabo skupaj s polžastimi zobniki. 											Zobate letve so sestavljene iz zobnika in zobate letve. Uporabljene so takrat, kadar želimo linearno gibanje spremeniti v rotacijsko, ali obratno. Uporabljamo jih lahko z vsemi vrstami zobnikov, tudi polžastimi. Gonilni del tu je lahko ali letva ali zobnik.